# 기술의 민주화
기술의 민주화란, 기술에 대한 접근을 통해서 더 많은 사람들이 계속해서 빠르게 기술을 이용할 수 있도록 만드는 프로세스를 말한다. 새로운 기술과 향상된 사용자 경험을 통해, 기술 산업 외부의 사람들도 기술 제품 및 서비스에 접근하고 사용할 수 있게 되었다. 규모가 점점 커지면서, 소비자는 기술적으로 정교한 제품을 사용하고 구매하며, 이러한 제품의 개발에 의미 있는 참여를 할 수 있는 기회가 더 많아졌다. 산업의 혁신과 사용자 요구는 보다 저렴하고 사용자 친화적인 제품과 관련이 있다. 이것은 대량 생산의 발전과 함께 시작했으며, 디지털화가 일반화되면서 극적으로 증가하며 지금 진행 중인 프로세스다.
토머스 프리드먼은 세계화의 시대를 기술의 민주화, 금융의 민주화, 정보의 민주화로 특징지을 수 있다고 주장했다. 기술은 후자의 두 프로세스에서 매우 중요했는데, 사람들이 그런 접근을 보고 요구하는 방식을 변화시켰을 뿐만 아니라, 전문 지식과 도구에 대한 접근성의 급속한 확장도 촉진했다.

## 역사
학자와 사회 비평가들은 종종 인쇄기의 발명을 역사의 흐름을 바꾼 주요 발명으로 인용한다. 인쇄기의 힘은 인쇄 산업이나 발명가에 대한 영향이 아니라, 대량 생산을 통해 더 많은 대중에게 정보를 전달할 수 있는 능력에 영향이 컸다. 이 사건은 민주화의 효과로서의 사회적 영향력으로 인해 널리 알려져 있다.
인쇄기는 종종 인터넷과 역사적으로 대응한다고 여겨진다.
1969년 인터넷이 개발된 후, 전자우편과 게시판의 사용을 경험했던 사람들 사이에서 인기를 얻었음에도 불구하고, 인터넷 사용은 과학자 사이 및 정부 내의 커뮤니케이션으로 제한되었다. 그것은 1990년대까지 대중적인 커뮤니케이션 수단이 되지 못했다. 1993년 미국 연방 정부는 인터넷을 상업에 개방했고 HTML의 생성은 보편적인 접근성의 기초를 형성했다.

### 주요 혁신
인터넷은 대부분의 서구 가정의 전형적인 특징으로서 현대 생활에서 중요한 역할을 했으며 지식 민주화의 핵심이 되었다. 인터넷은 지금까지 이러한 추세에서 가장 중요한 혁신을 구성한 것이 틀림없을 뿐만 아니라; 사용자가 다른 기술에 대한 지식을 얻고 사용할 수 있도록 만들었다. 사용자는 새로운 개발에 대해 더 빨리 배울 수 있고, 인터넷이 없었다면 오직 인정받는 전문가에게만 적극적으로 마케팅될 하이테크 제품도 구매할 수 있다. 일부에서는 클라우드 컴퓨팅이 사용자에게 이동성과 사용한 만큼만 지불하는 정책을 통해 더 많은 접근을 허용함으로써 큰 효과를 보고 있다고 주장했다.
소셜 미디어는 또한 사용자가 기술 개발에 대한 기여자 및 비평가가 되도록 권한을 부여하고 대담하게 만들었다.
오픈 소스 모델을 통해 사용자는 의견 제공을 통해 간접적인 참여가 아닌 소프트웨어 개발에 직접 참여할 수 있다. 사용자에 의해 형성되어 개발은 사용자 요구에 직접적으로 반응하며 무료 또는 저렴한 비용으로 얻을 수 있다. 비슷한 추세에서 아두이노와 littleBits는 모든 배경과 연령의 사용자가 전자 제품에 더 쉽게 접근할 수 있도록 만들었다. 3D 프린터의 발전은 생산을 점점 더 민주화할 수 있는 잠재력을 가지고 있다.

## 문화적 영향
이러한 추세는 전문 지식에 대한 기존 개념에 도전하는 것으로, 첨단 기술 과업을 수행할 수 있는 능력과 지식의 확산과 관련이 있다.
낮은 비용을 포함하여 기술에 대한 광범위한 접근은 새로운 경제로의 전환을 가능하게 했다. 마찬가지로, 기술의 민주화도 이러한 경제적 전환에 의해 촉진되었으며, 이는 기술 혁신에 대한 요구와 기술 주도적 진보에 대한 낙관론을 낳았다.
1980년대 이후로 확산되는 구성주의적 기술 개념은 사회적 및 기술적 영역이 결정적으로 얽혀 있다는 점을 강조해 왔다. 학자들은 기술이 비중립적이며 사회와의 특정 관계에 의해 맥락적으로 그리고 지역적으로 정의된다고 주장해 왔다.
기술 철학의 중심 사상가인 앤드류 핀버그는 기술을 민주화한다는 것은 대체 이익과 가치를 포함하도록 기술 설계를 확장하는 것을 의미한다고 주장했다. 그렇게 하는데 성공하면 포용성을 높이는 도구가 될 수 있다. 이것은 또한 기술이 진정으로 민주적이라면 소비자에게 중요한 참여 역할이 있음을 시사한다. 핀버그는 이것이 개방된 디자인 프로세스에서 소비자 개입에 의해 달성되어야 한다고 주장한다.
전문 지식과 도구에 대한 접근성이 향상되면서 DIY(Do It Yourself) 추세가 증가했다. 이것은 또한 개인 또는 개인 소유의 장치와 소프트웨어가 비즈니스 목적으로 사용되는 소비자화와 관련이 있다. 일부에서는 이것이 전통적인 정보기술 부서에 대한 의존도 감소와 관련이 있다고 주장했다.
"The People's Platform: Take Back Power and Culture in the Digital Age"란 책의 저자인 아스트라 테일러는 인터넷이 가능한 아마추어리즘의 촉진은, 진정한 기회의 평등을 실현하는 대안이라고 주장했다.

### 산업 영향
어떤 면에서 기술의 민주화는 산업을 강화했다. 시장이 확장되고 다양화되었다. 소비자 반응 및 입력은 매우 저렴하거나 무료로 제공된다.
그러나 관련 산업은 소비자가 스스로 수요를 더 많이 충족할 수 있게 되면서 자격을 갖춘 전문가에 대한 수요가 감소하고 있다. 다양한 유형과 다양한 상태의 사용자가 비슷한 기술에 점점 더 접근할 수 있다. 제품 및 소프트웨어를 사용하는 데 필요한 비용과 전문 지식이 감소하기 때문에 전문가(예: 오디오 산업)는 직업에 손실을 경험할 수 있다.
어떤 경우에는, 기술에 접근할 수 있지만 전문 교육을 받지 않은 대부분의 사용자가 작동 방식을 반드시 이해하지 않고도 작동할 수 있을 정도로 충분히 복잡하다. 또한 소비자화 프로세스로 인해 IT 부서에서 제어하거나 접근할 수 없는 사설망에 액세스하는 기업의 장치 수가 증가했다. 이는 운영 비용을 낮추고 혁신을 증가시킬 수 있지만 대부분의 기업이 기술 확산 속도로 해결할 수 없는 보안 문제와도 관련이 있다.

### 정치적 영향

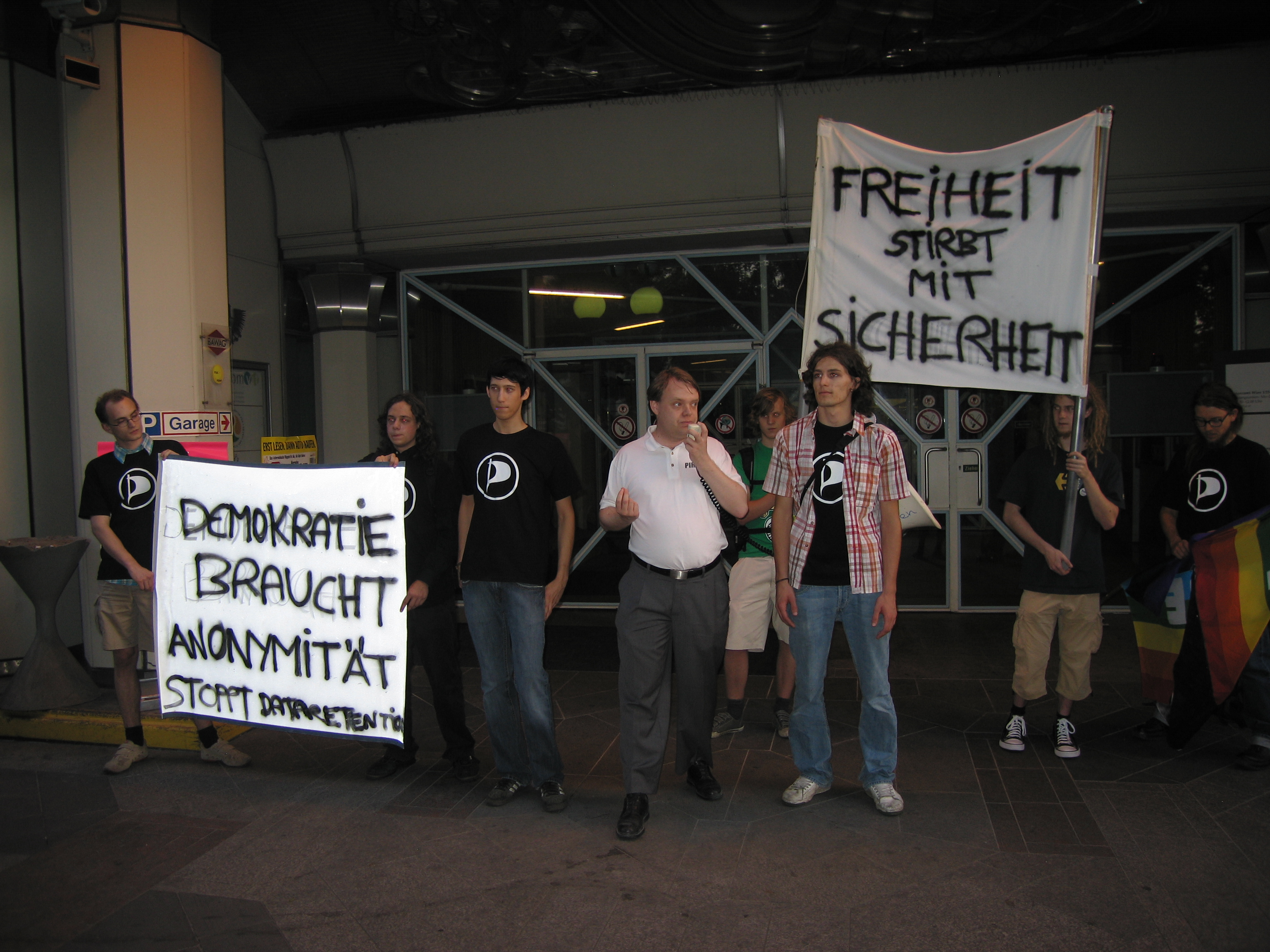
BMVIT에서 열린 시연의 배너에 "민주주의는 익명성이 필요하다 - 데이터 보존을 중지하라"(왼쪽)와 "자유는 보안과 함께 죽는다"(오른쪽)라는 문구가 쓰여 있다.

일부 학자들은 기술 변화가 민주주의의 제3의 물결을 가져올 것이라고 주장했다. 인터넷은 시민의 지지를 높이고 정부의 투명성을 높이는 역할을 하는 것으로 알려져 있다. 민주적 참여 기술의 선도적 사상가인 Jesse Chen은 기술의 민주화 효과를 민주주의 자체와 구별한다. Chen은 인터넷이 민주화 효과를 가질 수 있지만 기술이 의도적으로 민주주의의 뉘앙스를 위해 설계되지 않는 한 인터넷만으로는 사회의 모든 수준에서 민주주의를 전달할 수 없다고 주장했다.
인터넷과 또 다른 형태의 기술의 보급이 세계 연결성을 증가시켰다. 많은 학자들은 이것이 개발도상국에서 서구의 영향력 증가시킬 뿐만 아니라 의사소통, 효율성 및 정보에 대한 접근 기회 증가를 통한 민주주의의 확산과 관련이 있다고 믿는다. 학자들은 많은 국가에서 기술적 연결성과 민주주의 수준 사이의 연관성을 이끌어 냈다.
기술은 선진국에서도 민주주의를 강화할 수 있다. 의사 소통 및 투명성 향상 외에도 일부에서는 더 많은 시민을 수용하기 위해 온라인 투표를 구현했다.